# Исаевская (Устьянский район)
Исаевская — деревня в Устьянском районе Архангельской области.

## География
Находится в южной части Архангельской области на расстоянии приблизительно 63 км на север-северо-восток по прямой от административного центра района поселка Октябрьский на правобережье реки Устья на берегу пруда в низовьях речки Иленза.

## История
В 1859 году здесь (деревня Вельского уезда Вологодской губернии) было учтено 24 двора. До 2022 года входила в Плосское сельское поселение до его упразднения.

## Население
Численность населения: 173 человека (1859 год), 47 (русские 92 %) в 2002 году, 36 в 2010.